# Fabia Bürge
Fabia Bürge (* 1999) ist eine ehemalige Schweizer Unihockeyspielerin, die beim Nationalliga-A-Verein Floorball Riders Dürnten-Bubikon-Rüti unter Vertrag stand.

## Karriere
Bürge stammt aus dem Nachwuchs der Floorball Riders, für welche sie 2018 in der Nationalliga B debütierte. Im Frühjahr 2021 beendete Bürge ihre Karriere.